# Mobile Orchestra
 (février 2024).
La mise en forme du texte ne suit pas les recommandations de Wikipédia : il faut le « wikifier ».
Les points d'amélioration suivants sont les cas les plus fréquents. Le détail des points à revoir est peut-être précisé sur la page de discussion.
- Les titres sont pré-formatés par le logiciel. Ils ne sont ni en capitales, ni en gras.
- Le texte ne doit pas être écrit en capitales (les noms de famille non plus), ni en gras, ni en italique, ni en « petit »…
- Le gras n'est utilisé que pour surligner le titre de l'article dans l'introduction, une seule fois.
- L'italique est rarement utilisé : mots en langue étrangère, titres d'œuvres, noms de bateaux, etc.
- Les citations ne sont pas en italique mais en corps de texte normal. Elles sont entourées par des guillemets français : « et ».
- Les listes à puces sont à éviter, des paragraphes rédigés étant largement préférés. Les tableaux sont à réserver à la présentation de données structurées (résultats, etc.).
- Les appels de note de bas de page (petits chiffres en exposant, introduits par l'outil «  Source ») sont à placer entre la fin de phrase et le point final[comme ça].
- Les liens internes (vers d'autres articles de Wikipédia) sont à choisir avec parcimonie. Créez des liens vers des articles approfondissant le sujet. Les termes génériques sans rapport avec le sujet sont à éviter, ainsi que les répétitions de liens vers un même terme.
- Les liens externes sont à placer uniquement dans une section « Liens externes », à la fin de l'article. Ces liens sont à choisir avec parcimonie suivant les règles définies. Si un lien sert de source à l'article, son insertion dans le texte est à faire par les notes de bas de page.
- La présentation des références doit suivre les conventions bibliographiques. Il est recommandé d'utiliser les modèles {{Ouvrage}}, {{Chapitre}}, {{Article}}, {{Lien web}} et/ou {{Bibliographie}}. Le mode d'édition visuel peut mettre en forme automatiquement les références.
- Insérer une infobox (cadre d'informations à droite) n'est pas obligatoire pour parachever la mise en page.

Pour une aide détaillée, merci de consulter Aide:Wikification.
Si vous pensez que ces points ont été résolus, vous pouvez retirer ce bandeau et améliorer la mise en forme d'un autre article.
Albums de Owl City
The Midsummer Station
(2012) Cinematic
(2018)
Mobile Orchestra est le cinquième album studio du projet électronique américain Owl City, sorti le 10 juillet 2015  L'album est arrivé onzième au Billboard 200. Il s'agit du dernier album du projet sous Republic Records avant de sortir les albums suivants de manière indépendante.
Young a collaboré avec plusieurs artistes pour fournir des voix supplémentaires pour les autres chansons de l'album : l'artiste anglaise Sarah Russell pour le morceau intitulé "Thunderstruck", Jake Owen pour la chanson country pop intitulée "Back Home", le chanteur Aloe Blacc pour la chanson sur le thème de la remise des diplômes "Verge" et Hanson pour la chanson "Unbelievable".

## Conception
En 2014, Owl City a sorti un EP intitulé Ultraviolet et a sorti « Beautiful Times » comme premier single. Après la sortie, Young a déclaré son intention de sortir une « série d'EP » plutôt qu'un enregistrement plus important. Le 7 octobre 2014, Young a sorti simultanément deux nouvelles chansons, « You're Not Alone » (avec Britt Nicole ) et « Tokyo » (avec Sekai no Owari ). Le premier ferait éventuellement partie de l'édition internationale de l'album tandis que le second deviendrait le quatrième morceau de l'édition japonaise. La chanson "Up All Night" de l'EP Ultraviolet a également été incluse dans l'édition japonaise de l'album.
Le 19 avril 2015, Owl City a annoncé qu'un nouvel album complet sortirait cet été. Le 12 mai 2015, le nom de l'album a été révélé, ainsi que ses illustrations, la liste des morceaux et la date de sortie, malgré son intention de sortir une série d'EP au lieu d'un album complet.
Dans une interview avec Billboard, il a révélé l'intention derrière le nom de l'album en disant : "Le titre est une sorte de jeu de mots sur le fait que j'ai du mal à éteindre le côté créatif de mon cerveau. Par conséquent, je travaille toujours sur des paroles, des rimes ou des mélodies qui ne me laisseront pas tranquille. La bénédiction et la malédiction de la façon dont toute cette technologie étonnante tient désormais dans une petite boîte ou dans un ordinateur portable. La bénédiction et la malédiction sont que vous pouvez toujours travailler sur quelque chose, littéralement n'importe où. Dans l'avion, je le ferai probablement plus tard dans la journée. Je serai probablement dans l'avion, mettant mes écouteurs, juste en train de déconner. Vous pouvez être dans les bus et les trains. L'idée est que, avec toute la technologie, un gars assis devant un ordinateur portable peut créer le son d'une symphonie de 80 personnes. Toutes les pièces mobiles et toutes les cloches et sifflets, c'est l'image cool de ce que je fais. "

## Singles
Après que la chanson ait été présentée en avant-première sur "Draft Academy" d'ESPN le 5 mai, il a été annoncé que "Verge", avec Aloe Blacc, sortirait le 14 mai en tant que premier single de l'album.
Une vidéo lyrique de "Verge" a ensuite été publiée sur la chaîne Vevo d'Owl City sur YouTube le 13 mai 2015, avec une annonce pour un prochain clip vidéo. Le clip de la chanson a été créé via Yahoo! Divertissement le 28 mai 2015. La chanson a atteint la 44e place du Japan Hot 100.
Le 5 juin 2015, "My Everything" est sorti comme deuxième single. Le clip de la chanson a été créé le même jour via VEVO et YouTube. La chanson a culminé au numéro 22 du classement américain Hot Christian Songs. La chanson a été diffusée sur la radio chrétienne le 31 juillet 2015.
Le 26 juin 2015, "Unbelievable", avec Hanson, est sorti. Un clip vidéo animé pour la chanson est sorti le juin 2015. La chanson a culminé au numéro 20 du classement américain Hot Christian Songs.

## Réception critique
L'album a reçu des critiques mitigées de la part des critiques musicaux avant sa sortie. Brian Mansfield, attribuant à l'album deux étoiles et demie sur quatre dans USA Today, estime que "l'approche légère de Young ne fonctionne pas toujours, même lorsque son cœur est à la bonne place".
Attribuant à l'album quatre étoiles par CCM Magazine, Andy Argyrakis déclare : "il n'a jamais hésité à montrer sa foi, qui se poursuit aux côtés des monticules d'élans sucrés qui imprègnent... Mobile Orchestra ".
Sarah Brehm, attribuant à l'album trois étoiles dans HM Magazine, écrit : "Mobile Orchestra est un album électronique solide". Notant l'album quatre étoiles pour Jesus Freak Hideout, Scott Fryberger décrit : "un autre album pop solide... Mobile Orchestra est un gros, gros et brillant diamant".
Jessica Morris, dans une critique quatre étoiles et demie de PPCORN, déclare : " Mobile Orchestra est imprévisible, électrique, vibrant et plein de sens... absolument fantastique". Signalant dans une critique quatre étoiles et demie de New Release Today, elle déclare : « Mobile Orchestra est de loin le meilleur album de musique alternative de l'année... cet album regorge de messages optimistes sur l'amour, la foi et la vie enroulés autour de certains. des rythmes incroyablement accrocheurs et des tempos de piste de danse".
Justin Sarachik de BREATHEcast a félicité l'album en commentant : « Dans l'ensemble, Mobile Orchestra est une symphonie musicale intense sur tous les fronts qui non seulement chatouille les oreilles, mais tire sur les cordes sensibles avec espoir, positivité et encouragement. Adam Young exprime sans vergogne sa foi et convictions sur ces chansons, et le fait auprès d'un public grand public sans trop de retenue. Mobile Orchestra est une excellente sortie pour Owl City, et un coup sûr auprès de certaines personnes qui restent.
Dans une critique pour le journal The National, Saeed Saeed a également fait l'éloge de l'album dans son ensemble, lui attribuant trois étoiles et citant "Verge", "Back Home" et "My Everything" comme les points forts de l'album, mais était moins positif pour "Unbelievable". et "Oiseau à l'aile cassée".
Ken Capobianco du Boston Globe a commenté positivement l'album en disant: "Six ans après la percée commerciale" Fireflies ", Adam Young d'Owl City a pratiquement maîtrisé sa formule poppy electronica-lite et vise directement le grand public avec ce sérieux, désireux pour plaire à de nouvelles œuvres. Ces chansons mélodiques et soigneusement entretenues sont cependant beaucoup trop transparentes et légères pour laisser une grande impression.
Malgré ses critiques positives, l’album n’est pas sans détracteurs. Dans son opinion pour le New York Daily News, Jim Farber a attribué à l'album 2 étoiles sur cinq en disant : "Tout dans le nouvel album d'Owl City sonne comme s'il avait été enregistré par des enfants ou des trolls. En fait, il a été en grande partie créé par un homme adulte : Adam Young, qui utilise Owl City comme nom de scène. Dès son premier succès international, "Fireflies" en 2009, Young s'est spécialisé dans les appareils électroniques enrobés de bonbons, les mélodies pour enfants et les paroles qui pourraient donner l'impression qu'un conférencier motivateur est vraiment déprimé. "
Notant également l'album deux étoiles sur cinq, Tshepo Mokoena de The Guardian a également critiqué l'album en disant: "Mobile Orchestra tente d'emballer et de vendre l'intimité des relations. Malheureusement, les résultats sont si mal exécutés qu'ils semblent presque insultants, employant des clichés et des métaphores plutôt que de creuser la vulnérabilité terrifiante et la ruée palpitante qui accompagne l'amour romantique. "Elle a ajouté que l'album n'est "pas original et twee" mais "destiné au succès commercial".
Randall Colburn, signalant une note C+ de The AV Club, estime : " Il est donc à la fois rassurant et légèrement décevant que Mobile Orchestra trouve Young se diversifiant à la fois sur le plan sonore et lyrique... Rien sur Mobile Orchestra n'indique qu'il a trouvé sa nouvelle muse, mais cela révèle une véritable passion pour cette découverte. " Randy W. Cross, qui attribue à l'album trois étoiles et demie chez Worship Leader, écrit : " Mobile Orchestra regorge des rythmes qui ont amené des foules de fans au son d'Owl City."
En réponse aux commentaires négatifs, Young a déclaré dans une interview avec Billboard : "Il y a définitivement un truc. Dans tout ce que vous faites, pour n'importe qui, il y aura toujours quelqu'un qui l'aimera, quelqu'un qui le détestera, quelqu'un au milieu. J'ai l'impression d'avoir lu une statistique qui disait : « Si vous publiez quelque chose, il y a 5 % de tous ceux qui l'aiment, 5 % qui le détestent et 90 % des gens qui le vérifient et passent à autre chose. Donc, c'est définitivement une astuce pour ne pas s'attarder sur le bon ou le mauvais. En ce qui concerne la lecture des critiques en ligne et des choses comme ça, j'ai l'impression d'avoir mis au point une approche super saine dans ce domaine. Donc, je vais certainement vérifier un peu, mais au moment où j'ai l'impression de m'y attarder trop ou d'y penser trop, je prends du recul et je me souviens qu'à la fin de la journée, je dois juste faire le meilleur travail possible. Je sais comment faire et je dois juste être sincère et honnête, essayer de faire la bonne chose. En fin de compte, les gens parleront et c'est totalement cool et je continuerai à mener le bon combat."

## Ventes
Mobile Orchestra a fait ses débuts et a atteint la 11e place du Billboard 200, se vendant à 16 000 exemplaires la première semaine,. L'album a également fait ses débuts au cinquième rang du classement des albums canadiens avec des ventes de moins de 2 000 unités la première semaine.

## Liste des pistes
Toutes les chansons sont écrites et composées par Adam Young excepté ceux avec note.
| Version internationale | Version internationale                    | Version internationale | Version internationale | Version internationale | Version internationale | Version internationale | Version internationale | Version internationale | Version internationale |
| No                     | Titre                                     | Durée                  |                        |                        |                        |                        |                        |                        |                        |
| ---------------------- | ----------------------------------------- | ---------------------- | ---------------------- | ---------------------- | ---------------------- | ---------------------- | ---------------------- | ---------------------- | ---------------------- |
| 1.                     | Verge (featuring Aloe Blacc)              | 3:33                   |                        |                        |                        |                        |                        |                        |                        |
| 2.                     | I Found Love                              | 3:39                   |                        |                        |                        |                        |                        |                        |                        |
| 3.                     | Thunderstruck (featuring Sarah Russell)   | 4:07                   |                        |                        |                        |                        |                        |                        |                        |
| 4.                     | My Everything                             | 3:45                   |                        |                        |                        |                        |                        |                        |                        |
| 5.                     | Unbelievable (featuring Hanson)           | 3:13                   |                        |                        |                        |                        |                        |                        |                        |
| 6.                     | Bird with a Broken Wing                   | 3:55                   |                        |                        |                        |                        |                        |                        |                        |
| 7.                     | Back Home (featuring Jake Owen)           | 3:09                   |                        |                        |                        |                        |                        |                        |                        |
| 8.                     | Can't Live Without You                    | 3:11                   |                        |                        |                        |                        |                        |                        |                        |
| 9.                     | You're Not Alone (featuring Britt Nicole) | 3:54                   |                        |                        |                        |                        |                        |                        |                        |
| 10.                    | This Isn't the End                        | 3:23                   |                        |                        |                        |                        |                        |                        |                        |
| 35:49                  |                                           |                        |                        |                        |                        |                        |                        |                        |                        |

| Édition japonaise | Édition japonaise                         | Édition japonaise | Édition japonaise | Édition japonaise | Édition japonaise | Édition japonaise | Édition japonaise | Édition japonaise | Édition japonaise |
| No                | Titre                                     | Durée             |                   |                   |                   |                   |                   |                   |                   |
| ----------------- | ----------------------------------------- | ----------------- | ----------------- | ----------------- | ----------------- | ----------------- | ----------------- | ----------------- | ----------------- |
| 1.                | Mobile Orchestra                          | 0:35              |                   |                   |                   |                   |                   |                   |                   |
| 2.                | Verge (featuring Aloe Blacc)              | 3:33              |                   |                   |                   |                   |                   |                   |                   |
| 3.                | Up All Night                              | 3:51              |                   |                   |                   |                   |                   |                   |                   |
| 4.                | Tokyo (featuring Sekai no Owari)          | 3:39              |                   |                   |                   |                   |                   |                   |                   |
| 5.                | I Found Love                              | 3:39              |                   |                   |                   |                   |                   |                   |                   |
| 6.                | Unbelievable (featuring Hanson)           | 3:13              |                   |                   |                   |                   |                   |                   |                   |
| 7.                | My Everything                             | 3:45              |                   |                   |                   |                   |                   |                   |                   |
| 8.                | Back Home (featuring Jake Owen)           | 3:09              |                   |                   |                   |                   |                   |                   |                   |
| 9.                | Bird With a Broken Wing                   | 3:55              |                   |                   |                   |                   |                   |                   |                   |
| 10.               | Thunderstruck (featuring Sarah Russell)   | 4:07              |                   |                   |                   |                   |                   |                   |                   |
| 11.               | This Isn't the End                        | 3:23              |                   |                   |                   |                   |                   |                   |                   |
| 12.               | You're Not Alone (featuring Britt Nicole) | 3:54              |                   |                   |                   |                   |                   |                   |                   |
| 13.               | Can't Live Without You                    | 3:11              |                   |                   |                   |                   |                   |                   |                   |
| 43:54             |                                           |                   |                   |                   |                   |                   |                   |                   |                   |